# Odontocera tuberculata
Odontocera tuberculata là một loài bọ cánh cứng trong họ Cerambycidae.